# Copadichromis quadrimaculatus
Copadichromis quadrimaculatus är en fiskart som först beskrevs av Regan 1922.  Copadichromis quadrimaculatus ingår i släktet Copadichromis och familjen Cichlidae. IUCN kategoriserar arten globalt som livskraftig. Inga underarter finns listade i Catalogue of Life.